# Massacre de Saliha
Le massacre de Saliha a eu lieu le 30 octobre 1948, après que la brigade Sheva ait rencontré une faible résistance dans le village. Les soldats israéliens rassemblent 94 personnes dans une maison avant de la faire exploser.

## Massacre
Le 30 octobre 1948, la 7e brigade israélienne a rencontré une faible résistance à Saliha. Ils ont d'abord fait exploser une mosquée, avant de rassembler 94 personnes dans une maison et de la faire exploser en morceaux. Tout autre survivant du massacre a été expulsé du village, ce qui a conduit à la dépopulation de Saliha,,,.